# Nancy Kerrigan
Nancy Kerrigan, właśc. Nancy Ann Kerrigan-Solomon (ur. 13 października 1969 w Woburn) – amerykańska łyżwiarka figurowa, startująca w konkurencji solistek. Wicemistrzyni olimpijska z Lillehammer (1994), brązowa medalistka olimpijska z Albertville (1992), medalistka mistrzostw świata. Zakończyła karierę amatorską w 1994 roku.

## Życiorys
Nancy Kerrigan urodziła się 13 października 1969 roku w Woburn.
Treningi łyżwiarskie rozpoczęła w młodym wieku — mając 6 lat. Pierwsze bardziej znaczące zwycięstwa odnotowała w 1992 roku, kiedy została brązową medalistką olimpijską podczas zimowych igrzysk w Albertville. Kolejne igrzyska w 1994 w Lillehammer Kerrigan zakończyła z tytułem wicemistrzyni. Po nich też zakończyła swoja karierę sportową.

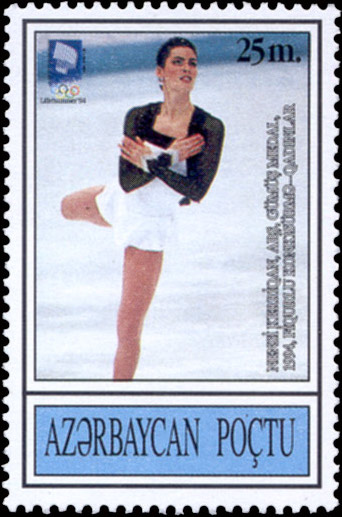
Nancy Kerrigan na znaczku pocztowym (Azerbejdżan 1995)

6 stycznia 1994 roku, miesiąc przed Zimowymi Igrzyskami Olimpijskimi 1994 w Lillehammer, została zaatakowana na hali Cobo Arena w Detroit przez mężczyznę (zidentyfikowanego później jako Shane Stant) wynajętego przez byłego męża jej rywalki z reprezentacji Stanów Zjednoczonych, Tonyi Harding. Napastnik uderzył w prawe kolano Kerrigan metalowym prętem, a celem ataku było uniemożliwienie Kerrigan udziału w mistrzostwach Stanów Zjednoczonych, które decydowały o wyborze zawodników reprezentujących kraj na Olimpiadzie w Lillehammer. Ostatecznie Kerrigan udało się wrócić do sprawności i zdobyć w Lillehammer srebrny medal olimpijski, jednak atak spowodował u niej problemy psychiczne i zadecydował o zakończeniu kariery zaraz po igrzyskach.

### Życie prywatne
9 września 1995 roku Kerrigan została trzecią żoną swojego agenta, Jerry'ego Lawrance Solomona podczas ceremonii w Bostonie. Mają troje dzieci, Matthew (ur. 1996), Brian (ur. 2005) i Nicole (ur. 2008). Została również macochą dla syna Solomona z drugiego małżeństwa. Przez pewien czas występowała w rewiach łyżwiarskich, ale głównie skupiła się na wychowaniu dzieci w ich rodzinnym mieście w Massachusetts. 
W 1999 roku założyła Fundację Nancy Kerrigan dla niedowidzących. W ten sposób uhonorowała swoją niedowidzącą matkę Brendę. W kwietniu 2017 roku Kerrigan ujawniła, że starając się o trójkę dzieci poroniła sześciokrotnie.
W 2000 roku wystąpiła w filmie Kruche jak lód: Walka o złoto. W 2017 powstał film Jestem najlepsza. Ja, Tonya, którego fabuła obraca się wokół sprawy Harding-Kerrigan.

## Osiągnięcia
| Zawody                            | 84–85          | 85–86          | 86–87          | 87–88          | 88–89          | 89–90          | 90–91          | 91–92          | 92–93          | 93–94          |                |                |                |                |                |                |                |
| Międzynarodowe                    | Międzynarodowe | Międzynarodowe | Międzynarodowe | Międzynarodowe | Międzynarodowe | Międzynarodowe | Międzynarodowe | Międzynarodowe | Międzynarodowe | Międzynarodowe | Międzynarodowe | Międzynarodowe | Międzynarodowe | Międzynarodowe | Międzynarodowe | Międzynarodowe | Międzynarodowe |
| --------------------------------- | -------------- | -------------- | -------------- | -------------- | -------------- | -------------- | -------------- | -------------- | -------------- | -------------- | -------------- | -------------- | -------------- | -------------- | -------------- | -------------- | -------------- |
| Igrzyska olimpijskie              |                |                |                |                |                |                |                | 3              |                | 2              |                |                |                |                |                |                |                |
| Mistrzostwa Świata                |                |                |                |                |                |                | 3              | 2              | 5              |                |                |                |                |                |                |                |                |
| Nations Cup                       |                |                |                |                |                |                |                | 1              |                |                |                |                |                |                |                |                |                |
| NHK Trophy                        |                |                |                | 5              |                |                |                |                |                |                |                |                |                |                |                |                |                |
| Skate America                     |                |                |                |                |                |                | 5              |                | 2              |                |                |                |                |                |                |                |                |
| Grand Prix International de Paris |                |                |                |                |                |                | 3              | 3              |                |                |                |                |                |                |                |                |                |
| Piruetten                         |                |                |                |                |                |                |                |                |                | 1              |                |                |                |                |                |                |                |
| Novarat Trophy                    |                |                |                |                | 1              |                |                |                |                |                |                |                |                |                |                |                |                |
| Igrzyska dobrej woli              |                |                |                |                |                |                | 5              |                |                |                |                |                |                |                |                |                |                |
| Uniwersjada                       |                |                |                |                | 3              |                |                |                |                |                |                |                |                |                |                |                |                |
| Krajowe                           |                |                |                |                |                |                |                |                |                |                |                |                |                |                |                |                |                |
| Mistrzostwa Stanów Zjednoczonych  | 9 N            | 11 J           | 4 J            | 12             | 5              | 4              | 3              | 2              | 1              | WD             |                |                |                |                |                |                |                |

## Nagrody i odznaczenia
- Amerykańska Galeria Sławy Łyżwiarstwa Figurowego – 2004[10]